# Phallangothelphusa
Phallangothelphusa is een geslacht van kreeftachtigen uit de klasse van de Malacostraca (hogere kreeftachtigen).

## Soorten
- Phallangothelphusa dispar (Zimmer, 1912)
- Phallangothelphusa juansei M. R. Campos, 2010
- Phallangothelphusa magdalenensis M. R. Campos, 1998
- Phallangothelphusa martensis Cardona & M. R. Campos, 2012